# Felipe Curcio
Felipe Castaldo Curcio (Jundiaí, 6 agosto 1993) è un calciatore brasiliano, difensore o centrocampista del Koper.

## Biografia
Curcio possiede la cittadinanza italiana in virtù delle origini di alcuni antenati della linea paterna.

## Caratteristiche tecniche
Di ruolo terzino, Curcio è in grado di giocare anche come centrocampista e mediano. Predilige la fase offensiva.

## Carriera
Cresce nel futsal dall'età di 4 anni, fino a quando non decide di andare al campo di calcio, superando un provino col São Paulo Futebol Clube, dove comincia a giocare all'età di 9 anni fino a 13, ha anche attraversato le categorie di base del Paulista Futebol Clube, Grêmio prudente, fino a raggiungere Club Athletico Paranaense, dove ha firmato il suo primo contratto da professionista.
Nel gennaio 2013 viene annunciato in prestito al Cianorte. Dove ha giocato il campionato brasiliano di serie D. Fa il suo esordio in prima squadra una settimana dopo, giocando tutta la partita da titolare.
Nell'ottobre 2013 si trasferisce al Foggia, in cui rimane per un anno e mezzo (trovando poco spazio) prima di trasferirsi alla Lupa Roma. Dopo 6 mesi passa al Martina Franca. Troverà più spazio nella sua esperienza successiva alla Fidelis Andria, di cui diventa un titolare, prima di passare il 24 gennaio 2018 al Brescia in Serie B, di cui diventa sin da subito titolare sulla fascia sinistra.
L'anno successivo, seppur giocando meno a causa di problemi fisici, conquista la promozione in Serie A. Debutta in massima serie il 3 novembre 2019 in occasione della sconfitta per 2-1 in trasferta contro il Verona.
Il 12 gennaio 2020, rescinde consensualmente il contratto che lo legava con il Brescia. Il 23 gennaio viene ingaggiato dalla Salernitana fino al termine della stagione con opzione per altre due stagioni.
Il 5 ottobre 2020 viene ceduto in prestito al Padova in cambio di Joel Baraye.
A fine stagione, in data 10 agosto 2021, viene riscattato dal club veneto.
Il 14 novembre 2023 si accasa da svincolato al Livorno.
Il 4 luglio 2024 si trasferisce agli sloveni del Koper.

## Statistiche

### Presenze e reti nei club
Statistiche aggiornate al 3 dicembre 2023.
| Stagione              | Squadra               | Campionato            | Campionato | Campionato | Coppe nazionali | Coppe nazionali | Coppe nazionali | Coppe continentali | Coppe continentali | Coppe continentali | Altre coppe | Altre coppe | Altre coppe | Totale | Totale |
| Stagione              | Squadra               | Comp                  | Pres       | Reti       | Comp            | Pres            | Reti            | Comp               | Pres               | Reti               | Comp        | Pres        | Reti        | Pres   | Reti   |
| --------------------- | --------------------- | --------------------- | ---------- | ---------- | --------------- | --------------- | --------------- | ------------------ | ------------------ | ------------------ | ----------- | ----------- | ----------- | ------ | ------ |
| 2012                  | Athl. Paranaense      | CP+B                  | 2+0        | 0          | CB              | 0               | 0               | -                  | -                  | -                  | -           | -           | -           | 2      | 0      |
| 2013                  | Cianorte              | CP                    | 11         | 1          | CB              | 0               | 0               | -                  | -                  | -                  | -           | -           | -           | 11     | 2      |
| ott. 2013-2014        | Foggia                | 2D                    | 4          | 0          | CI-LP           | -               | -               | -                  | -                  | -                  | -           | -           | -           | 4      | 0      |
| 2014-gen. 2015        | Foggia                | LP                    | 2          | 0          | CI-LP           | 1               | 0               | -                  | -                  | -                  | -           | -           | -           | 3      | 0      |
| Totale Foggia         | Totale Foggia         | Totale Foggia         | 6          | 0          |                 | 1               | 0               |                    | -                  | -                  |             | -           | -           | 7      | 0      |
| gen.-giu. 2015        | Lupa Roma             | LP                    | 11         | 0          | CI-LP           | -               | -               | -                  | -                  | -                  | -           | -           | -           | 11     | 0      |
| 2015-2016             | Martina               | LP                    | 19+2       | 1+0        | CI-LP           | 1               | 0               | -                  | -                  | -                  | -           | -           | -           | 22     | 1      |
| 2016-2017             | Fidelis Andria        | LP                    | 26         | 1          | CI+CI-LP        | 0+1             | 0               | -                  | -                  | -                  | -           | -           | -           | 27     | 1      |
| 2017-gen. 2018        | Fidelis Andria        | C                     | 17         | 3          | CI-C            | 1               | 0               | -                  | -                  | -                  | -           | -           | -           | 18     | 3      |
| Totale Fidelis Andria | Totale Fidelis Andria | Totale Fidelis Andria | 43         | 4          |                 | 2               | 0               |                    | -                  | -                  |             | -           | -           | 45     | 4      |
| gen.-giu. 2018        | Brescia               | B                     | 17         | 0          | CI              | -               | -               | -                  | -                  | -                  | -           | -           | -           | 17     | 0      |
| 2018-2019             | Brescia               | B                     | 15         | 0          | CI              | 2               | 0               | -                  | -                  | -                  | -           | -           | -           | 17     | 0      |
| 2019-gen. 2020        | Brescia               | A                     | 1          | 0          | CI              | 1               | 0               | -                  | -                  | -                  | -           | -           | -           | 2      | 0      |
| Totale Brescia        | Totale Brescia        | Totale Brescia        | 33         | 0          |                 | 3               | 0               |                    | -                  | -                  |             | -           | -           | 36     | 0      |
| gen.-giu. 2020        | Salernitana           | B                     | 7          | 0          | CI              | -               | -               | -                  | -                  | -                  | -           | -           | -           | 7      | 0      |
| set-ott. 2020         | Salernitana           | B                     | 2          | 0          | CI              | 1               | 0               | -                  | -                  | -                  | -           | -           | -           | 3      | 0      |
| Totale Salernitana    | Totale Salernitana    | Totale Salernitana    | 9          | 0          |                 | 1               | 0               |                    | -                  | -                  |             | -           | -           | 10     | 0      |
| ott. 2020-2021        | Padova                | C                     | 33+5       | 2          | CI              | 1               | 0               | -                  | -                  | -                  | -           | -           | -           | 39     | 2      |
| 2021-2022             | Padova                | C                     | 25+3       | 0+1        | CIC             | 3               | 0               | -                  | -                  | -                  | -           | -           | -           | 31     | 1      |
| 2022-2023             | Padova                | C                     | 8          | 0          | CI              | 1               | 0               | -                  | -                  | -                  | -           | -           | -           | 9      | 0      |
| Totale Padova         | Totale Padova         | Totale Padova         | 66+8       | 2+1        |                 | 5               | 0               |                    | -                  | -                  |             | -           | -           | 79     | 3      |
| nov. 2023-2024        | Livorno               | D                     | 3          | 0          | CI-D            | 1               | 0               | -                  | -                  | -                  | -           | -           | -           | 4      | 0      |
| Totale carriera       | Totale carriera       | Totale carriera       | 208+10     | 10         |                 | 13              | 0               |                    | -                  | -                  |             | -           | -           | 231    | 10     |

## Palmarès

### Club

#### Competizioni nazionali
- Campionato italiano di Serie B: 1

Brescia: 2018-2019
- Coppa Italia Serie C: 1

Padova: 2021-2022